# Bouddha-Charita
Bouddha Charita (sanskrit : बुद्धचरितम्, translittération : Buddhacarita, « Actes du Bouddha — à savoir Siddhartha Gautama ») est le titre d'une œuvre du philosophe et poète indien Ashvagosha, datant du iie siècle de l'ère commune. Il s'agit de la première biographie complète de Shakyamuni Bouddha, le bouddha historique — et sans doute la plus célèbre. Cette version en sanskrit est composée de vingt-huit chants, dont treize sont parvenus jusqu'à nous. 

## Histoire de la transmission
Aujourd'hui, nous ne possédons que les treize premiers chants de l'original en sanskrit — qui en comptait vingt-huit — mais l'ouvrage complet nous est connu par ses traductions en chinois et en tibétain. Celle-ci porte le titre en tibétain : སངས་རྒྱས་ཀྱི་སྤྱོད་པ་ཞེས་བྱ་བའི་སྙན་དངགས་ཆེན་པོ་, Wylie : sangs rgyas kyi spyod pa zhes bya ba'i snyan dngags chen po, et elle a été réalisée entre 1260 et 1280. Quant à la traduction en chinois, elle est due à Dharmakṣema (385-433), avec le titre Fo suoxing zan.

## La biographie

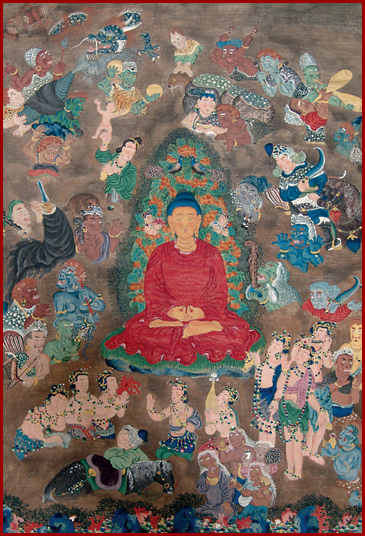
Scène de la vie du Bouddha, par le 10e karmapa.

Le texte commence par la description des parents de Siddharta, Maya et Shuddhodana et se termine par les événements qui suivent la mort du Bouddha (son Parinirvana). Ashvagosha est un conteur de premier ordre. L'ouvrage est écrit dans le style de la poésie de cour, appelée kāvya (en), un genre littéraire caractérisé par sa prose poétique. Il abonde en descriptions minutieuses et longues digressions, et s'apparente aux poèmes épiques de l'Inde classique. Le chant XII fournit en outre un description minutieuse et donc très précieuse de la philosophie Samkhya. 
La structure de l'ouvrage suit l'ordre des « Quatre grands événements » (Naissance - Éveil - Premier sermon - Parinirvana) et des quatre lieux de pèlerinage auxquels ils sont associés (Kapilavastu, Bodhgaya, Bénarès, Kushinagar). Le texte commence donc directement par la naissance du Prince Siddhartha, laissant de côté les vies antérieures. Le texte offre donc une vie bien structurée sinon complète, rédigée dans un style poétique, et la narration sait enchaîner les événements avec art.  

## Importance
L'importance de cette œuvre s'explique par le fait qu'elle fournit une biographie « complète », en ce sens qu'elle va de sa naissance à sa mort, contrairement aux textes canoniques du bouddhisme (en particulier les sutras et le vinaya) qui présentent en général des biographies partielles. Selon Bernard Faure, elle est la plus célèbre Vie du Bouddha. 
Les pèlerins chinois qui se sont rendus en Inde au viie siècle ont d'ailleurs rapporté que cette biographie était très populaire dans le pays. 
Cet ouvrage est caractéristique de la naissance du Mahayana, courant qui tend à transformer le Bouddha en objet de culte et de dévotion[réf. nécessaire].